# Мечислав Романовський
Мечислав Романовський (пол. Mieczysław Romanowski, 12 квітня 1833  — 24 квітня 1863) — польський поет епохи романтизму.

## Життєпис
Походив зі шляхетської збіднілої родини. Народився в селі Жуків (сучасний Тлумацький район Івано-Франковської області, Україна).
Закінчив цісарсько-королівську гімназію у 1853 році у м. Станиславів (нині Івано-Франківськ). Того ж року поступив до Львівського університету, де навчався до 1857 року.
З 1860 року став працювати в Оссолінеумі. Водночас писав статті для журналів «Новини», «Літературний журнал», «Дзвони». У 1862 році приєднався до організацій польських підпільників. З початком антиросійського повстання 1863 року очолив львівський загін молоді, але невдовзі був заарештований австрійською владою. Після звільнення приєднався до загону Мартина Бореловського, що діяв біля Любліна. Загинув 24 квітня під час бою біля Юзефува.

## Творчість
У літературі був послідовником Юліуша Словацького. Відомою є поема «Дівчина з Сонча» 1861 року присвячена героїчній боротьбі польських ремісників і купців зі шведською навалою (потопом) 1655 року. Значною є драма «Попель і П'яст» (1862 рік).